# Geranium richardsonii
Geranium richardsonii är en näveväxtart som beskrevs av Fisch., Trautv. in Fisch., C.A. Mey. och Ernst Rudolf von Trautvetter. Geranium richardsonii ingår i släktet nävor, och familjen näveväxter. Inga underarter finns listade i Catalogue of Life.